# Charlotte Björkman
Charlotte Björkman, född 1833, död 1893, var en finländsk bokhandlare i Karleby. Hon blev 1867 den första av sitt kön att bli medlem i föreningen för Finlands bokhandlare och därmed den första kvinnliga bokhandlaren i Finland: Alexandra Elving blev medlem samma år, men öppnade inte sin bokhandel förrän senare.